# ال‌ام۳۱۷

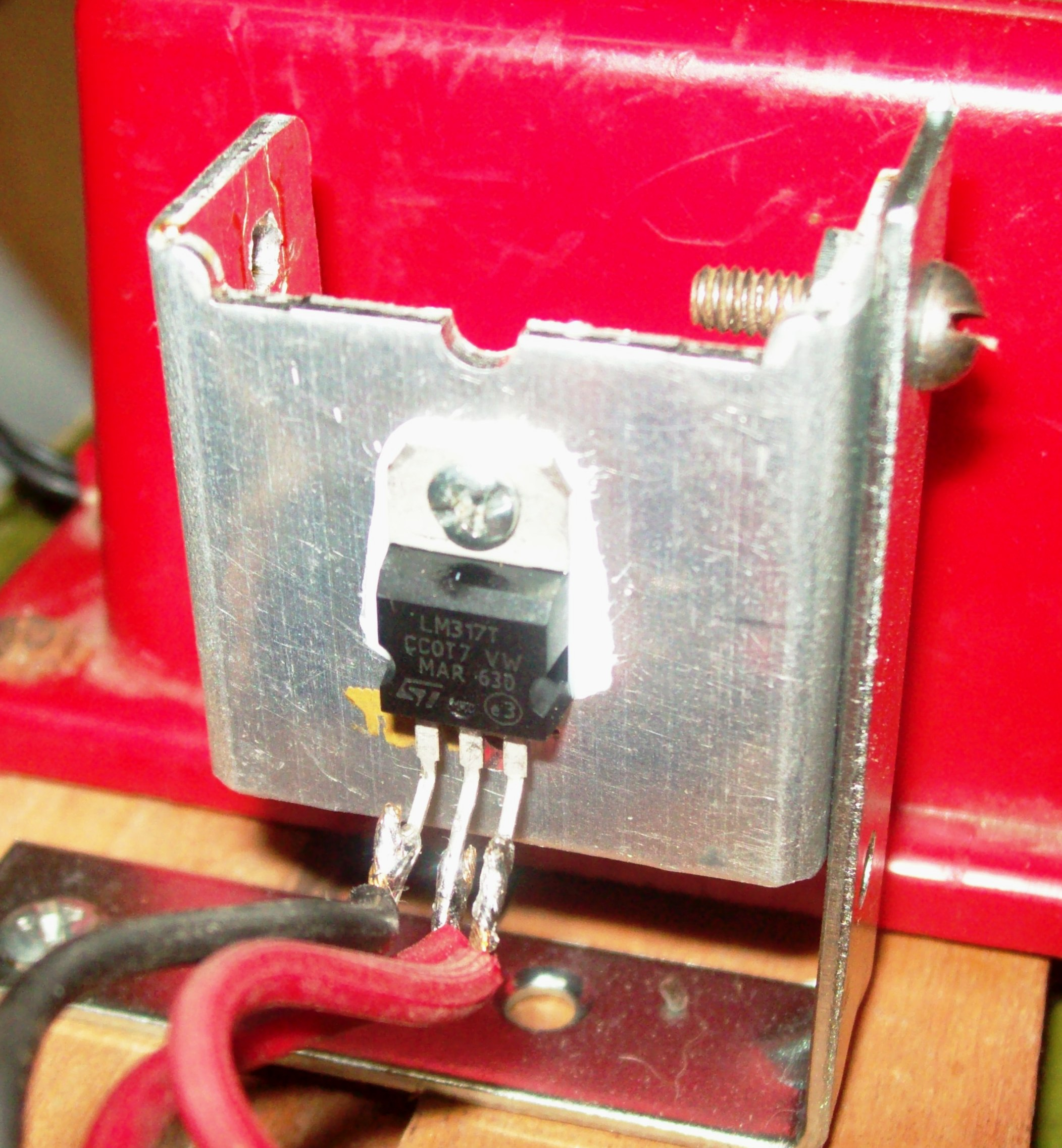
ال‌ام۳۱۷ با گرماگیر

ال‌ام۳۱۷ (به انگلیسی: LM317) یک رگولاتور ولتاژ خطی مثبت قابل‌تنظیم است. توسط باب دوبکین در سال ۱۹۷۶ زمانی که در نشنال سمی‌کنداکتر کار می‌کرد، طراحی شد.
ال‌ام۳۳۷ مکمل منفی ال‌ام۳۱۷ است که ولتاژهای زیر یک مرجع را تنظیم می‌کند. این توسط باب پیز طراحی شده است که او همچنین برای نشنال سمی‌کنداکتر کار می‌کرد.

## مشخصات
| نماد       | پارامتر                       | مقدار                                 | واحد            |
| ---------- | ----------------------------- | ------------------------------------- | --------------- |
| Vout       | محدوده ولتاژ خروجی            | ۱٫۲۵ – ۳۷                             | ولت             |
| Vin – Vout | تفاضل ولتاژ                   | ۳ – ۴۰                                | ولت             |
| TJ         | محدوده دمای کاری محل پیوند    | 0 – ۱۲۵                               | درجه سانتی گراد |
| IO(MAX)    | حداکثر جریان خروجی            | ۱٫۵                                   | آمپر            |
| IL(MIN)    | حداقل جریان بار               | نوعی ۳٫۵ میلی‌آمپر، ۱۲ میلی‌آمپر حداکثر | [ ۲ ]           |
| PD         | اتلاف توان                    | محدودشده به‌طورداخلی                   | وات             |
| RθJA       | مقاومت گرمایی، پیوند به محیط  | ۸۰                                    | سانتی‌گراد/وات   |
| RθJC       | مقاومت گرمایی، پیوند به محفظه | ۵                                     | سانتی‌گراد/وات   |

طرح‌پایه ال‌ام۳۱۷ نشان‌داده شده است که پایه وسط در مقایسه با پایه اول (از روبرو) مرجع ولتاژ ثابت ۱٫۲۵ ولت را نشان می‌دهد.

بدون گرماگیر در دمای محیط ۵۰ درجه سانتیگراد، حداکثر اتلاف توان {\textstyle (T_{J}-T_{A})/R_{\theta JA}=((125-50)/80)=0.98W}) (تقریبا ۱ وات) مجاز است.
در حالت ولتاژ ثابت با منبع ولتاژ ورودی VIN در ۳۴ ولت و ولتاژ خروجی مطلوب ۵ ولت، حداکثر جریان خروجی {\textstyle P_{MAX}/(V_{IN}-V_{O})=0.98/(34-5)=32mA} (یعنی اگر جریانی بیشتر از ۳۲ میلی‌آمپر از آی‌سی کشیده شود، خواهد سوخت) خواهد بود.
برای یک حالت جریان ثابت با منبع ولتاژ ورودی VIN در ۱۲ ولت و ولتاژ خروجی ۳٫۶ ولت، حداکثر جریان خروجی {\displaystyle P_{MAX}/(V_{IN}-V_{O})=0.98/(12-3.6)=117mA} خواهد بود.

## کارکرد
به عنوان تثبیت‌کننده‌های خطی (رگولاتور خطی)، LM317 و LM337 در کاربردهای مبدل DC به DC استفاده می‌شوند.
تثبیت‌کننده‌های خطی ذاتاً انرژی را هدر می‌دهند. توان تلف شده، جریان عبوری ضربدر اختلاف ولتاژ بین ورودی و خروجی است. یک LM317 معمولاً برای جلوگیری از افزایش بیش از حد دمای کار به یک گرماگیر نیاز دارد. برای اختلاف ولتاژهای زیاد، توان تلف شده به صورت گرما درنهایت می‌تواند بیشتر از توان ارائه شده به مدار باشد. این بِده‌بِستان برای استفاده از تثبیت‌های خطی است، که یک راه ساده برای ارائه یک ولتاژ پایدار با چند قطعه اضافی است. جایگزین استفاده از یک رگولاتور ولتاژ سوئیچینگ است که معمولاً کارآمدتر است، اما ردپایه بیشتری دارد و به تعداد بیشتری از اجزای مرتبط نیاز دارد.
در بسته‌هایی که دارای زبانه نصب‌سازی دفع‌گرما هستند، مانند TO-220، زبانه به صورت داخلی به پین خروجی متصل می‌شود که ممکن است عایق‌سازی الکتریکی زبانه یا گرماگیر را از سایر قسمت‌های مدار کاربردی ضروری کند. عدم انجام این کار ممکن است باعث اتصال‌کوتاه مدار شود.

### تثبیت‌کننده ولتاژ

طرح‌واره LM317 در یک پیکربندی تثبیت‌کننده ولتاژ معمولی، از جمله خازن‌های واتزویج برای رسیدگی به نویز ورودی و گذراهای خروجی.

ال‌ام۳۱۷ دارای سه‌پایه است: ورودی، خروجی و تنظیم (به انگلیسی: ADJustment). درداخل افزاره دارای یک مرجع ولتاژ شکاف‌باندی است که یک ولتاژ مرجع پایدار Vref = 1.25 V و به دنبال آن یک تقویت‌کننده پایدارشده با بازخورد با ظرفیت جریان خروجی نسبتاً بالا تولید می‌کند. نحوه اتصال پایه تنظیم ولتاژ خروجی را به صورت زیر تعیین می‌کند.
اگر پایه تنظیم به زمین وصل شود، پایه خروجی ولتاژ تثبیت‌شده ۱٫۲۵ ولت را در جریان حداکثر تا بیشینه را تحویل می‌دهد. ولتاژهای تثبیت‌شده بالاتر با اتصال پایه تنظیم به یک تقسیم‌کننده ولتاژ مقاومتی بین خروجی و زمین به دست می‌آید. آنگاه
{\displaystyle V_{\mathrm {out} }=V_{\mathrm {ref} }\left(1+{\frac {R_{L}}{R_{H}}}\right)}
V ref اختلاف ولتاژ بین پایه OUT و پایه ADJ (تنظیم) است. Vref معمولاً ۱٫۲۵ ولت در طول کارکرد عادی است.
از آنجایی که مقداری جریان ساکن از پایه تنظیم افزاره جاری می‌شود، یک عبارت خطا اضافه می‌شود:
{\displaystyle V_{\mathrm {out} }=V_{\mathrm {ref} }\left(1+{\frac {R_{L}}{R_{H}}}\right)+I_{Q}R_{L}}
برای پایدارتر کردن خروجی، افزاره طوری طراحی شده است که جریان ساکن را در ۱۰۰ میکروآمپر یا کمتر از آن نگه دارد، نادیده گرفتن عبارت خطا را تقریباً در تمام موارد عملی ممکن می‌کند.

### تثبیت‌کننده جریان

مدار منبع جریان ثابت ساخته شده با LM317

افزاره را می‌توان طوری پیکربندی کرد که جریان را به بار تثبیت کند، نه ولتاژ را، با جایگزین کردن مقاومت سمت پایین تقسیم‌کننده با خود بار. جریان خروجی ناشی از افت ولتاژ مرجع در مقاومت است. در حالت ایده‌آل، این است:
{\displaystyle I_{\mathrm {out} }={\frac {V_{\mathrm {ref} }}{R_{H}}}}
با محاسبه جریان ساکن، این می‌شود:
{\displaystyle I_{\mathrm {out} }={\frac {V_{\mathrm {ref} }}{R_{H}}}+I_{Q}}
ال‌ام۳۱۷ همچنین می‌تواند برای طراحی مدارهای مختلف دیگر مانند مدار تثبیت‌کننده ۰ تا ۳۰ ولت استفاده شود، مدار تثبیت‌کننده قابل تنظیم با حذف ریپل بهبودیافته، مدار محدودکننده جریان دقیق، مدار پیش‌تنظیم‌کننده ردیابی، مدار تثبیت‌کننده ۱٫۲۵ ولت تا ۲۰ ولت با حداقل جریان کاربرد، تثبیت‌کننده‌های چندگانه روی‌کارت قابل‌تنظیم با یک کنترل، مدار شارژر باتری، ۵۰ میلی‌آمپر مدار شارژر باتری با جریان ثابت، مدار تثبیت‌کننده ۱۵ ولت با روشن‌شدن آهسته، مدار تثبیت‌کننده ولتاژ ac، مدار شارژر ۶ ولت با جریان‌محدودشده، مدار تثبیت‌کننده ۴ ولت قابل‌تنظیم، مدار تثبیت‌کننده با جریان بالا و بسیاری موارد دیگر.

## در مقایسه با ۷۸xx و ۷۹xx
ال‌ام۳۱۷ یک آنالوگ قابل‌تنظیم برای رگولاتورهای ثابت ۷۸xx است. مانند ال‌ام۳۱۷، هر یک از تثبیت‌کننده‌های ۷۸xx برای تنظیم ولتاژ خروجی تا مقدار ولتاژ ثابت بالای پایه تنظیم (که در این مورد با عنوان " زمین " نامگذاری شده است)، طراحی شده است.
سازوکار استفاده شده به اندازه کافی مشابه است که می‌توان از یک تقسیم‌کننده ولتاژ به همان روش ال‌ام۳۱۷ استفاده کرد و خروجی از همان فرمول پیروی می‌کند، با استفاده از ولتاژ ثابت تثبیت‌کننده برای Vref (به‌عنوان مثال ۵ ولت برای ۷۸۰۵). با این حال، جریان ساکن افزاره 78xx به‌طور قابل ملاحظه‌ای بالاتر و کم‌پایدار است. به همین دلیل، عبارت خطا در فرمول را نمی‌توان نادیده گرفت و مقدار مقاومت سمت پایین بحرانی تر می‌شود. تنظیمات پایداری را می‌توان با ارائه یک ولتاژ مرجع که نسبت به یک تقسیم‌کننده مقاومتی نسبت به نوسانات جریان حساس‌تر است، مانند افت دیود یا بافر ولتاژ، انجام داد. ال‌ام۳۱۷ برای جبران این نوسانات به‌طورداخلی طراحی شده است و چنین اقداماتی را غیرضروری می‌کند.
ال‌ام۳۳۷ به همین ترتیب به تثبیت‌کننده‌های ثابت 79xx مربوط می‌شود.